# Partit Social Demòcrata (Espanya)

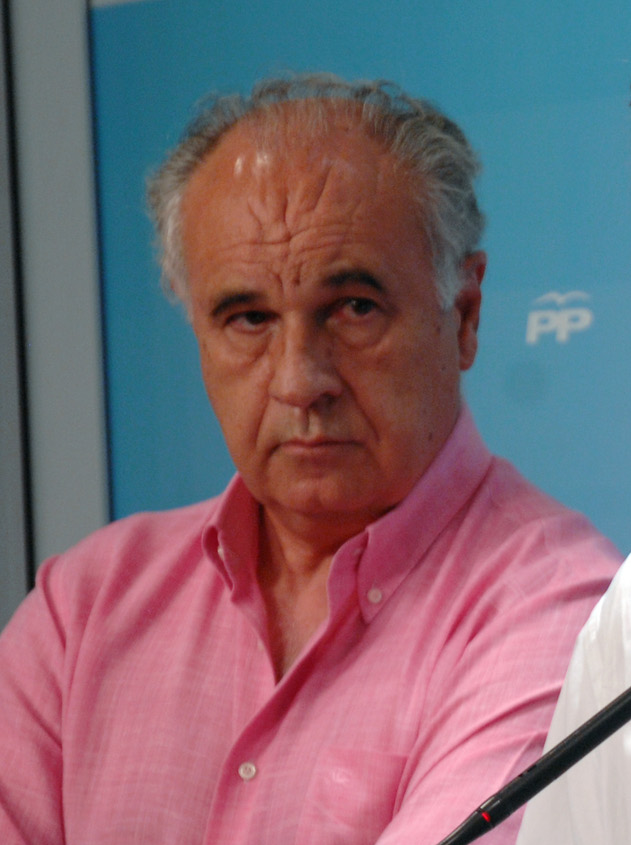
Rafael Blasco, la família del qual va impulsar el Partit Socialista Independent de la Comunitat Valenciana.

El Partit Social Demòcrata (PSD) va ser un partit polític socialdemòcrata espanyol amb uns resultats testimonials. Va ser fundat amb el nom d'Unió Social Demòcrata el 9 d'abril de 2005 al País Valencià i es va dissoldre a dins del Centro Democrático Liberal en 2011, que al seu torn es dissoldria dins de Ciutadans en 2014, partit amb qui el PSD va concórrer conjuntament a les Eleccions al Parlament Europeu de 2009.
Els orígens es troben en el Partit Socialista Independent fundat per Francisco Blasco Castany en 1993 després de ser expulsat del PSPV-PSOE per la seua vinculació al seu germà Rafael Blasco. El PSD naix en 2006, amb suport del Partit Popular.
L'objectiu polític del PSD és aconseguir vots arreu d'Espanya i estimular la participació ciutadana en la política, va estar present en les eleccions a les Corts Valencianes de 2007 (encapçalat per Fernando Piera Giménez) i les municipals i autonòmiques del 27 de maig de 2007 a País Valencià, en la Comunitat de Madrid, a la Regió de Múrcia, Extremadura, Cantàbria, Aragó, Andalusia i Castella-la Manxa. El resultat obtingut en les eleccions de 2007 li concedí alguns regidors a algunes localitats espanyoles: 
- País Valencià: 11.062 vots - 13 regidors i 1 alcalde
- Extremadura: 939 vots - 7 regidors

A les eleccions generals espanyoles de 2008 va obtenir 19.042 en el Congrés dels Diputats, cosa que va suposar un 0,08% dels sufragis emesos, amb resultat de 0 escons. D'aquests vots, 4.047 van ser obtinguts a Andalusia (on no es van presentar als comicis autonòmics de la mateixa data) i 3.309 a la Comunitat Valenciana. El partit no va presentar candidatura ni al País Basc, ni a Melilla. Tampoc van aconseguir cap escó al Senat.